# 社会主义民主 (爱尔兰)
社会主义民主（英語：Socialist Democracy）是爱尔兰的一个托洛茨基主义政党。该党成立于1996年，前身是“人民民主”组织。该党只有少量成员，主要分布于贝尔法斯特。2004年，贝尔法斯特市一个由社会主义工人党前成员组成的小团体并入该党。该党曾是第四国际的同情组织，支持第四国际内部的少数派“争取革命国际倾向”。2022年12月，该党退出第四国际。